# Roter Burren
Das Gebiet Roter Burren ist ein Naturschutzgebiet auf der Gemarkung der Gemeinde Plüderhausen im Rems-Murr-Kreis im Welzheimer Wald. „Schutzzweck ist die Erhaltung eines für das Keuperbergland bemerkenswert artenreichen Pflanzenstandorts mit seiner Vielzahl an seltenen Pflanzen.“ Das Schutzgebiet wurde durch Verordnung vom 7. Juli 1975 ausgewiesen.

## Geografie
Der Rote Burren (Burren = Hügel, Bergkuppe) liegt in einer Exklave des Plüderhäuser Gemeindegebiets auf ca. 400 Meter über NHN. Plüderhausen selbst befindet sich etwa vier Kilometer südlich, Urbach ungefähr drei Kilometer südwestlich, der Welzheimer Ortsteil Breitenfürst etwa drei Kilometer nordnordöstlich des Areals. Die geschützte Fläche umfasst 4,7 Hektar.
Der Hügel ragt einige Meter aus der Rodungsinsel des Plüderwiesenhof heraus und bildet eine deutliche, bewaldete Kuppe. Unregelmäßig mächtige Schichten des Stubensandsteins prägen den Untergrund des lediglich 350 Meter langen und 150 Meter breiten Gebiets, dessen Oberfläche wellig geformt ist. Mergelige und sandige Schichten bilden wechselfeuchte bis wechseltrockene Böden aus.

## Flora
Den Laub- und Mischwald, der den größten Teil des Geländes bedeckt, dominieren Rotbuchen sowie lichter Kiefernwald; erwähnenswert ist der Bestand des wärmeliebenden Elsbeerbaums. Feldhecken finden sich am Waldrand. Den eigentlichen Wert des Schutzgebietes machen die lichten Kiefernbestände mit mehreren Orchideenarten aus (Großes Zweiblatt, Weiße Waldhyazinthe, Rotes Waldvögelein, Purpur-Knabenkraut u. a.). Typische Arten wie Wacholder, Golddistel und Enziane erinnern an eine ehemalige Schafbeweidung des Areals.

## Pflegemaßnahmen
Regelmäßige Pflegemaßnahmen vom Pflegetrupp des Regierungspräsidiums sowie von der Plüderhäuser Albvereinsgruppe (Auslichten der Gehölze, Mahd) helfen dabei, den Charakter des Gebiets und die seltenen Pflanzen an diesem Standort zu erhalten.